# جون بلنكينسوب
جون بلنكينسوب (بالإنجليزية: John Blenkinsop)‏ هو مهندس إنجليزي عاش بين القرنين الثامن عشر والتاسع عشر في الفترة ما بين سنتي 1783 إلى 1831؛ ويشتهر بدوره الريادي في تطوير اختراع القاطرة البخارية.
كما له دور في تطوير اختراع سكة الحديد المسننة.